# ورزشگاه کامبور
ورزشگاه کامبور (هلندی: Cambuur Stadion) یک ورزشگاه فوتبال در شهر لیوواردن، هلند است. این ورزشگاه که در سال ۱۹۳۶ تأسیس شده ۱۰٬۵۰۰ نفر ظرفیت دارد و ورزشگاه خانگی باشگاه فوتبال کامبور محسوب می‌شود.